# Nansy Damianova
Nansy Damianova (* 30. März 1991 in Paris) ist eine kanadische Turnerin. Sie vertrat ihr Land bei den Olympischen Sommerspielen 2008. 

## Leben
Mit 5 Jahren begann die in Paris geborene Damianova als Tochter bulgarischer Eltern, die beide für ihr Land als Sportler tätig waren (Mutter Sophia im Rudern und Vater Titomir im Taekwondo), mit dem Training. Ihre erste Kanadische Meisterschaft beendete sie als Elfjährige 2002 mit dem 11. Platz. Ab  2006 konnte sie bei den Senioren antreten und wurde Dritte im Mehrkampf. Bei den olympischen Spielen in Peking konnte sie sich nicht für den Endkampf qualifizieren und belegte den 38. Platz. 

## Erfolge
Ihre größten Erfolge international erzielte sie bis 2009 beim 41. World Cup in Maribor 2008, als am Boden und beim Pferdsprung jeweils den dritten Rang belegte. National war sie 2008 bei den Kanadischen Meisterschaften mit einem ersten Platz beim Sprung, einem 2. am Stufenbarren und einem 4. Rang am Boden erfolgreich. 